# Demain sera hier
Demain sera hier (Tomorrow Is Yesterday) est le dix-neuvième épisode de la première saison de la série télévisée Star Trek. Vingt-et-unième épisode à avoir été produit, il fut diffusé pour la première fois le 26 janvier 1967 sur la chaîne NBC.
L'équipage de l'Enterprise se retrouve dans les années 1960 et y est pris pour un OVNI. Ils doivent alors corriger les erreurs que leur arrivée a engendrées.

## Distribution

### Acteurs principaux
- William Shatner : James T. Kirk (VF : Yvon Thiboutot)
- Leonard Nimoy : Spock (VF : Régis Dubost)
- DeForest Kelley : McCoy
- George Takei : Sulu
- Nichelle Nichols : Uhura
- James Doohan : Scotty

### Acteurs secondaires
- Roger Perry : John Christopher, capitaine de l'US Air Force
- Hal Lynch : sergent de l'USAF
- Richard Merrifield : technicien
- John Winston : chef de Transport Kyle
- Ed Peck : colonel Fellini
- Mark Dempsey : capitaine de l'Air Force
- Jim Spencer : policier de l'Air Force
- Sherri Townsend : femme d'équipage

## Résumé

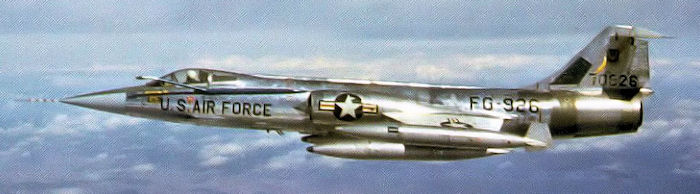
Lockheed F-104C Starfighter

À la suite de turbulences provoquées par la gravité d'un trou noir, l'Enterprise et son équipage est renvoyé vers la Terre des années 1960. Passant dans le ciel des États-Unis, il est pris pour un OVNI et chassé par un chasseur Lockheed F-104C Starfighter de l'United States Air Force piloté par le capitaine John Christopher. Celui-ci manque de s'écraser et le capitaine Kirk ordonne de téléporter le pilote dans l'Enterprise afin de le sauver.
Christopher est complètement étonné par le nouvel environnement dans lequel il se trouve, rempli de nouveautés technologiques, notamment l'ordinateur de Kirk qui l'appelle "mon chéri". Toutefois selon Spock, l'homme en a trop vu, et le ramener sur Terre risquerait d'altérer le futur. Toutefois, une enquête plus approfondie lui fait découvrir qu'il sera amené à être le père d'un enfant qui jouera un rôle important dans une mission spatiale vers Saturne. Christopher doit être ramené sur Terre afin que le futur ne soit pas altéré et les preuves du passage de l'Enterprise doivent être détruites.
Kirk et le Lieutenant Sulu se téléportent à l'intérieur de la base militaire où officie Christopher afin de voler des bandes magnétiques et des pellicules vidéo ayant enregistré le passage de leur vaisseau. Toutefois, ils sont pris par un sergent de garde de la base qui sera téléporté par accident à l'intérieur de l'Enterprise et Kirk finit par être interrogé par les militaires de la base. Il est secouru par Spock et Christopher.
De retour au vaisseau, Spock et Scottie informent Kirk qu'il est possible d'utiliser l'assistance gravitationnelle du Soleil afin de retourner à leur époque. La manœuvre est très risquée et pour cela ils vont devoir se retrouver un jour en arrière. Ils profitent de cet incident temporel pour téléporter Christopher et le sergent à leur exacte position au moment où ils ont été emportés dans le vaisseau. L'Enterprise finit par revenir avec succès au XXIIIe siècle.

## Autour de l'épisode
- C'est la première fois que dans l'édition francophone, on parle de « distorsion » pour parler de la vitesse du vaisseau (auparavant on parlait d'une vitesse de « facteur 4 » par exemple).
- C'est la première fois que l'on voit l'Enterprise visiter la Terre, même si cela se situe dans le passé par rapport à l'époque où est censée se passer la série.
- La même méthode de voyage dans le temps sera réutilisée par l'équipage de l'Enterprise dans l'épisode de fin de la saison 2 Mission : Terre, un épisode se déroulant un an avant les évènements de Demain sera hier.
- La manœuvre d'assistance gravitationnelle sera réutilisée dans les films Star Trek 3 : À la recherche de Spock ainsi que Star Trek 4 : Retour sur Terre
- Spock évoque les conséquences qui pourraient arriver si quelqu'un de peu scrupuleux a connaissance du futur, ce qui arrivera dans des épisodes des séries dérivées de Star Trek comme l'épisode Question de temps de Star Trek : The Next Generation ou La Fin de l'avenir de Star Trek: Voyager.
- L'assertion de Kirk selon laquelle il existe seulement douze vaisseaux similaires à l'Enterprise entre en contradiction avec celle selon laquelle il y en aurait 14 et qui se trouvait dans la bible de la série.

## Production

### Écriture
À l'origine, cet épisode devait être la seconde partie d'un double épisode dont la première partie était L'Équipage en folie, à la fin de laquelle l'Enterprise repartait dans le temps. L'idée originale fut amené par le producteur associé Robert Justman dans un script d'une page, le 12 avril 1966. Si le scénario fut mis en forme par Dorothy Fontana le 3 octobre 1966, Justman ne reçu aucun crédit, ni aucun salaire pour cette histoire. Le script final fut fini le 21 novembre 1966.
L'épisode est très similaire à un épisode de 1964 de la série Jonny Quest nommé The Robot Spy.

### Casting
En continuation des épisodes, c'est l'actrice Majel Barrett qui effectue la voix de l'ordinateur de bord du vaisseau.

### Tournage
Le tournage eu lieu du 28 novembre au 5 décembre 1966 au studio de la compagnie Desilu Productions sur Gower Street à Hollywood sous la direction de Michael O'Herlihy.
L'acteur Roger Perry envisagea de repartir avec l'uniforme de Starfleet qu'il porte dans l'épisode, mais n'osa pas. Il dira plus tard l'avoir regretté lorsqu'il vit le succès qu'eut la série.

### Post-production
La musique de cet épisode fut en partie composée par Joseph Mullendore, même si elle réutilise une partie de ses compositions créées initialement pour l'épisode La Conscience du roi.

## Diffusions

### Diffusion aux États-Unis
L'épisode fut retransmis à la télévision pour la première fois le 26 janvier 1967 sur la chaîne NBC en tant que dix-neuvième épisode de la première saison.

### Diffusion au Royaume Uni et au Québec
L'épisode fut diffusé au Royaume Uni le 16 août 1969 sur BBC One.
En version francophone, l'épisode fut diffusé au Québec en 1971. 

### Diffusion en France
En France, l'épisode est diffusé le 30 janvier 1983 le dimanche à 13:20 sur TF1. Il fait partie des treize épisode à avoir été diffusés à cette période.

## Réception critique
Dans un classement pour le site Hollywood.com, Christian Blauvelt place cet épisode à la 17e position sur les 79 épisodes de la série originelle. 
Pour le siteThe A.V. Club, Zack Handlen donne à l'épisode la note de B- trouvant l'épisode "passable" et "comme ci comme ça". Au contraire, Jamahl Epsicokhan du site Jammers Reviews trouve que l'épisode est une « histoire fascinante » qui est un « pionnier concernant les histoires de voyage dans le temps dans Star Trek et ouvrant la tradition de scénario ouvert à toutes les possibilités. » Il en donne la note de 4 sur 5.

## Adaptations littéraires
L'épisode fut adapté sous forme d'une nouvelle de 15 pages écrite par James Blish dans le livre Star Trek 2, un recueil compilant différentes histoires de la série et sortit en février 1968 aux éditions Bantam Books. Lors de son écriture, Blish fait passer l'action des années 1960 aux années 1970. En France, cette novélisation fut publiée en 1991 aux éditions Claude Lefrancq Éditeur sous le nom de "Star Trek : Le duel" et traduit sous le titre de "Demain est hier" par Paul Couturiau.
Un comic-book dérivé de l'univers de Star Trek Assignment: Earth voit les personnages de Gary Seven et Roberta Lincoln devenir impliqués dans les événements de l'épisode Demain sera hier et tenter d'empêcher la présence de l'Enterprise de changer le cours du temps.
Le livre Star Fleet Technical Manual, un guide de la série sous forme de manuel de technicien, explique sa présence sur Terre par le fait qu'une partie des informations concernant l'Enterprise s'est retrouvée dans les données d'un ordinateur d'une base militaire du Nebraska.

## Éditions commerciales
Aux États-Unis, l'épisode est disponible sous différents formats. En 1985, l'épisode est sorti en VHS et Betamax. L'épisode sortit en version remastérisée sous format DVD en 1999 et 2004. L'épisode connue une version remasterisée sortie le 5 mai 2007 : l'épisode connu de nombreux nouveaux effets spéciaux, notamment les plans de la Terre vu depuis l'Enterprise, la recréation en image de synthèse de l'Enterprise et du chasseur du Capitaine Christopher et une toute nouvelle séquence montrant l'Enterprise se servant de la gravitation du soleil. L'édition Blu-ray de la série fut diffusée en avril 2009.
En France, l'épisode fut disponible avec l'édition VHS de l'intégrale de la saison 1, sortie le 13 janvier 2000. L'édition DVD est sortie le 30 août 2004 et l'édition Blu-ray le 29 avril 2009.